# جزایر میان‌کوهی
جزایر میان‌کوهی (انگلیسی: Intermontane Islands) زنجیره‌ای عظیم از جزایر آتشفشانی فعال بودند که در جایی از اقیانوس آرام در زمان تریاس، حدود ۲۴۵ میلیون سال پیش، وجود داشتند. این جزایر طولی بین ۶۰۰ تا ۸۰۰ مایل داشتند و بر روی یک صفحه ریزقاره‌ای که به نام صفحه میان‌کوهی شناخته می‌شود، قرار داشتند.
در اوایل دوره ژوراسیک، جزایر میان‌کوهی و منطقه شمال غربی آرام به هم نزدیک‌تر شدند، زیرا قاره به سمت غرب حرکت کرد و صفحه میان‌کوهی فرورانش یافت. حدود ۱۸۰ میلیون سال پیش، در میانه دوره ژوراسیک، آخرین بخش از صفحه میان‌کوهی فرورانش یافت و جزایر میان‌کوهی با شمال غربی آرام برخورد کردند و بخش‌هایی از بریتیش کلمبیا، کانادا را تشکیل دادند.
جزایر میان‌کوهی برای فرورانش به زیر قاره بسیار بزرگ بودند و به قاره جوش خوردند و کمربند میان‌کوهی را تشکیل دادند. زمین‌شناسان اقیانوس کوه لغزان را نامی برای اقیانوسی که بین جزایر میان‌کوهی و آمریکای شمالی وجود داشت، انتخاب کرده‌اند.